# GSC5404-4371
GSC5404-4371 — хімічно пекулярна зоря спектрального класу Sr, що має видиму зоряну величину в смузі V приблизно 10,4.